# ビジュアルメモリ
ビジュアルメモリ（Visual Memory）は、セガ・エンタープライゼスが発売した携帯型ゲーム機である。発売日は1998年11月27日、価格は2,500円。略称は「VM（ブイエム）」。
同社のドリームキャスト対応のメモリーカードとして発売されたが、本体には専用のソフトウェア（ミニゲーム）をプレイする機能が組み込まれており、ゲーム機のメモリーカードとしては初めて、モノクロの液晶と十字キー、A・Bボタンなどの操作系、背面にビープ音のスピーカーを標準搭載したことで、それ自体を携帯型ゲーム機として利用することも可能である。またミニゲームをダウンロードできる家庭用ゲーム機用の外部メモリとしても本機が初である。

## ハードウェア

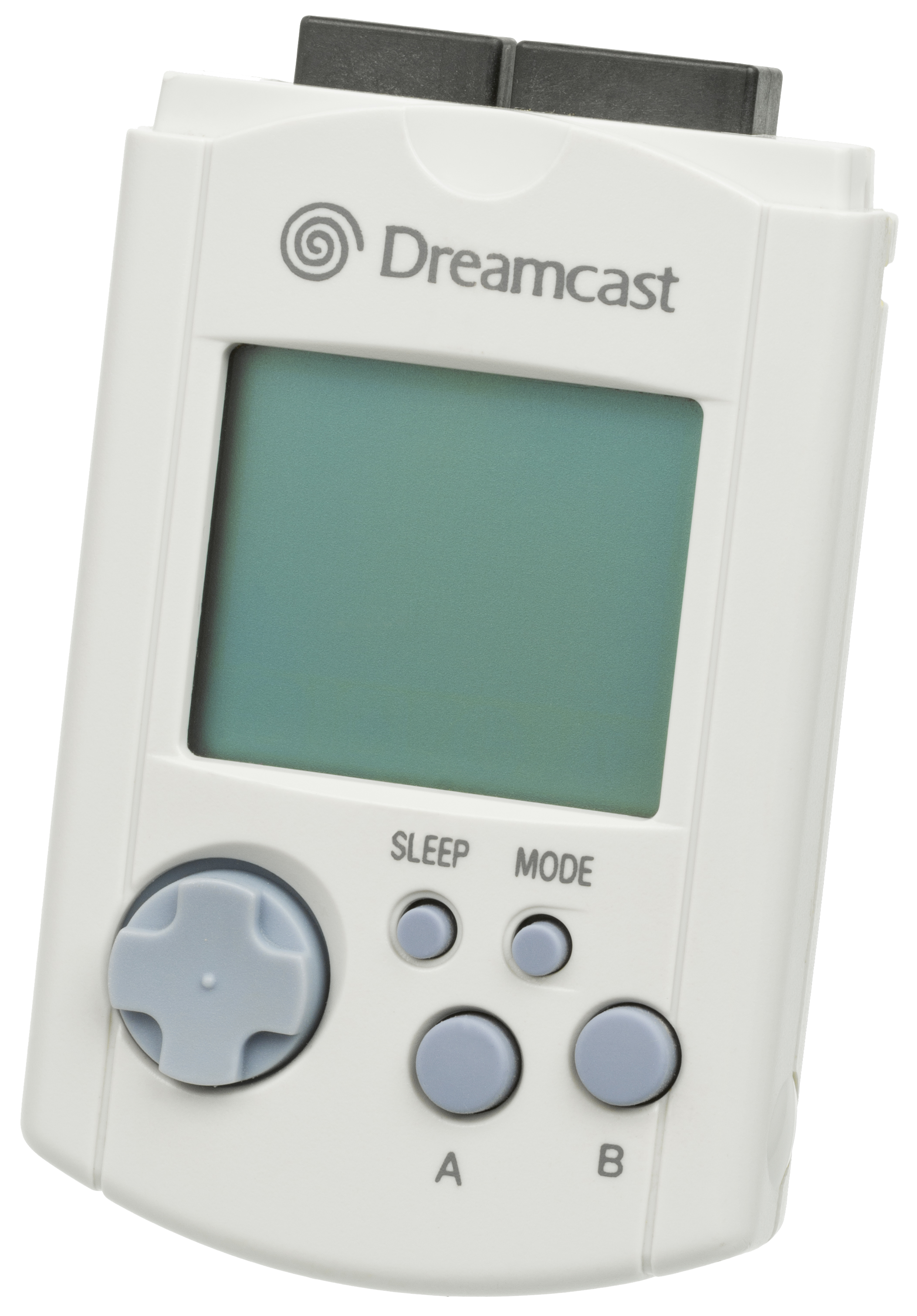
ビジュアルメモリからフタを外した状態

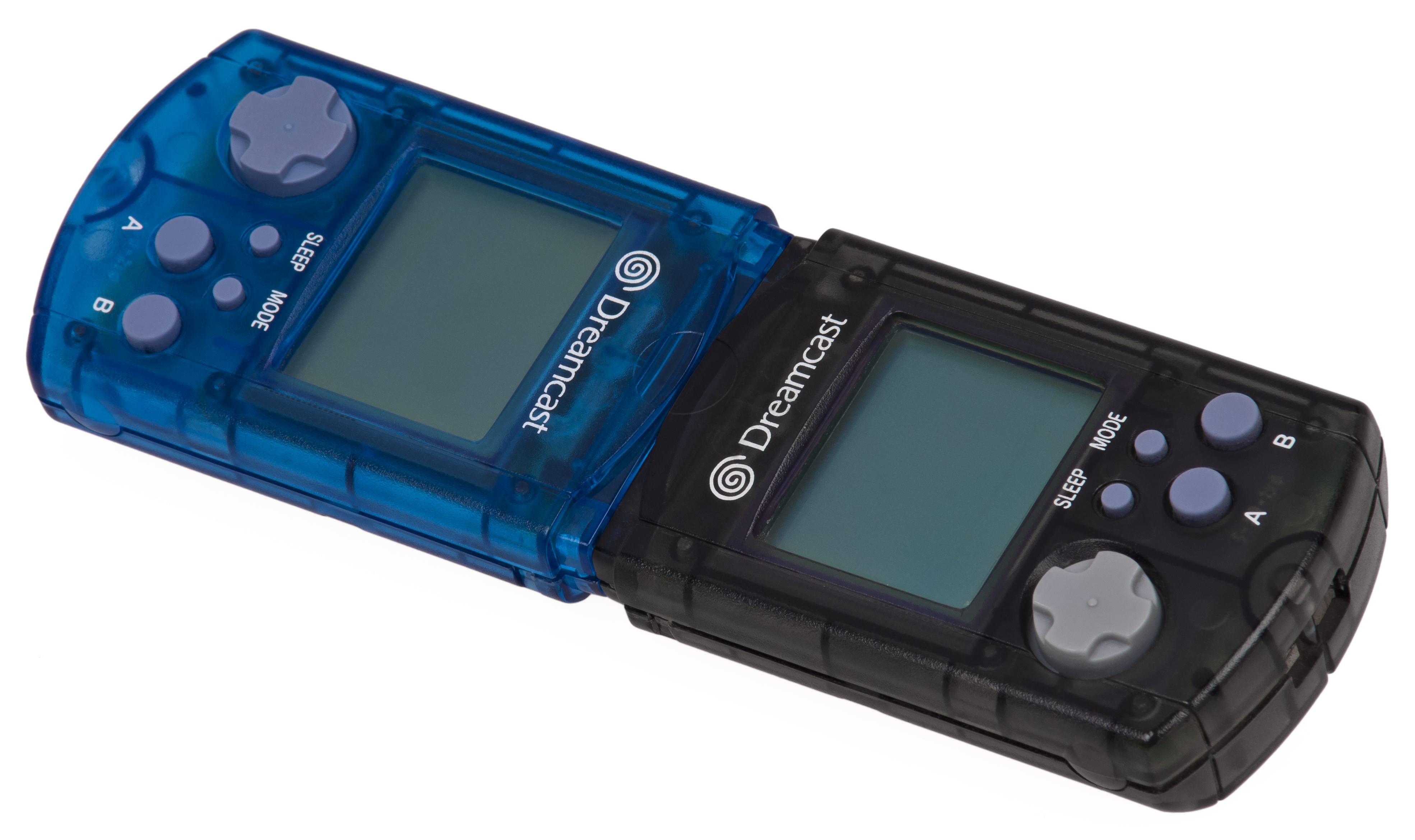
ビジュアルメモリ同士の通信

大きさはセガサターンのパワーメモリーより小型化された。
コントローラーの拡張スロット1にセットするとVMの画面がコントローラーの中心部にある窓枠に嵌め込まれた形となり、ゲームと連動した画像（ゲームのタイトルロゴ、キャラクターやコンパスなど）などが表示される。この際、VMは上下逆様に接続されることになるので、接続中に表示される画像もそれにあわせて逆転して表示される。
電源としてボタン型電池（CR2032、もしくは同等品）を2個使用する。パッケージには「連続使用時間約100時間」と表記されているが、使い方によっては電池の消耗が激しく、数時間しか持たない場合もある。また、ビジュアルメモリ単体で使用しなくとも待機電力として電力を消費するため、半年以内で自然消耗する。記憶媒体はフラッシュメモリであるために電池が切れてもセーブデータは消えずに残るので、電池が無くてもドリームキャスト本体が通電している限りはメモリカードやゲームのサブ画面として利用可能である。電池が無い状態から通電すると「ピー」というビープ音が長く鳴る。初期製品と後期製品では電池消耗具合が異なり改善はされていたが、それでも長時間のゲームプレイに耐えられない。
セガサターンとは異なり本体RAMにプレイデータをセーブすることは不可となり、PlayStationと同様にセーブするには必需となった。
またドリームキャストと互換性のあるアーケード基板のNAOMIにもビジュアルメモリ差し込み口が存在するタイプが登場し、ゲームの個人的なデータをセーブしたり、NAOMI版とドリームキャスト版でデータを連動したプレイをすることが可能となるゲームタイトルも僅少ながら登場した。マーヴルvsカプコンシリーズなど、筐体によってはドリームキャストのコントローラそのものを使用してプレイできるものもある。
後に有志によりカバー部分の3Dプリンター用データが公開された。

### スペック
- CPU：省電力型8ビットCPU（Sanyo LC8670 "Potato"）
- メモリ：フラッシュメモリ 128キロバイト
  - ドリームキャストのセーブ領域とビジュアルメモリ側の携帯ゲーム用のデータ領域と兼用
  - ドリームキャストのセーブデータ管理を本体のみでも可
- モノクロ液晶ディスプレイ：48×32ドット（ドリームキャスト側のサブモニタとしても使用可）
- サウンド：PWM音源1ch 小型スピーカー
- 通信：本体上部コネクター（ドリームキャストまたはビジュアルメモリ同士を接続して通信）
- その他：時計・カレンダー機能
- 電源：ボタン型電池（CR2032）ｘ2（オートオフ機能あり）
- 外寸：47mm（W） 80mm（H） 重量45g
- 液晶サイズ：37mm（W） 26mm（H）

## ミニゲームバンドル版VM
ビジュアルメモリ自体はドリームキャスト本体よりも先に発売されており、「あつめてゴジラ」という名称で、専用のミニゲームが初期搭載されていた緑色のビジュアルメモリがアメリカ映画『GODZILLA』の公開劇場などで先行発売された。このミニゲームはビジュアルメモリ上で消すことはできないが、ドリームキャスト上から削除することが可能。元に戻すことはできないが、削除すれば以降は通常のビジュアルメモリとして利用することができる。後にもこのような「ミニゲームとバンドルされた」ビジュアルメモリは複数登場しており、大半はオリジナルカラーで発売された。
あつめてゴジラ〜怪獣大集合〜
1998年（平成10年）7月30日発売。アメリカ映画『GODZILLA』の映画公開に合わせて発売された、Dreamcast関連製品の第1号である。緑色の本体に「あつめてゴジラ」という怪獣を育成・対戦できるミニゲームが内蔵された。本機のローンチタイトル『GODZILLA GENERATIONS』と連動。
モスラ ドリームバトル
映画『モスラ3 キングギドラ来襲』とのタイアップで1998年（平成10年）12月23日発売。通常カラーだが、キングギドラのフィギュアが同梱されていた。ゲーム内容は『あつめてゴジラ』のマイナーチェンジ版。
ガメラ ドリームバトル
映画『ガメラ3 邪神覚醒』とのタイアップで1999年（平成11年）3月25日発売。通常カラーだが、ガメラのフィギュアが同梱されていた。ゲーム内容は『あつめてゴジラ』のマイナーチェンジ版。
超発明BOYカニパン あそんでキッドDCDC（デシデシ）
1999年（平成11年）4月22日発売。『超発明BOYカニパン』に登場するキーアイテムであるメモリと同じく半透明のグリーンカラー。『超発明BOYカニパン』とのタイアップ企画商品で、登場人物であるキッドを主役にしたミニゲームが内蔵されていた。1999年（平成11年）7月発売のソフト『超発明BOYカニパン〜爆走ロボトの謎!?〜』と連動。
ジャイアントチャンネル
1999年（平成11年）5月20日発売。プロレスを題材にしたミニゲーム内蔵で、ジャイアント馬場が前面にプッシュされている。スカラベが開発したセガのアーケードゲーム『全日本プロレス2 in 日本武道館』と同年6月24日発売のDCソフト『ジャイアントグラム 全日本プロレス2 in 日本武道館』それぞれに連動し、ミニゲームでの育成データが活用できる。赤色でDreamcastロゴに替わり、ゲームタイトルでもある「全日本プロレス」とプリントされている。

## メモリーカード4X

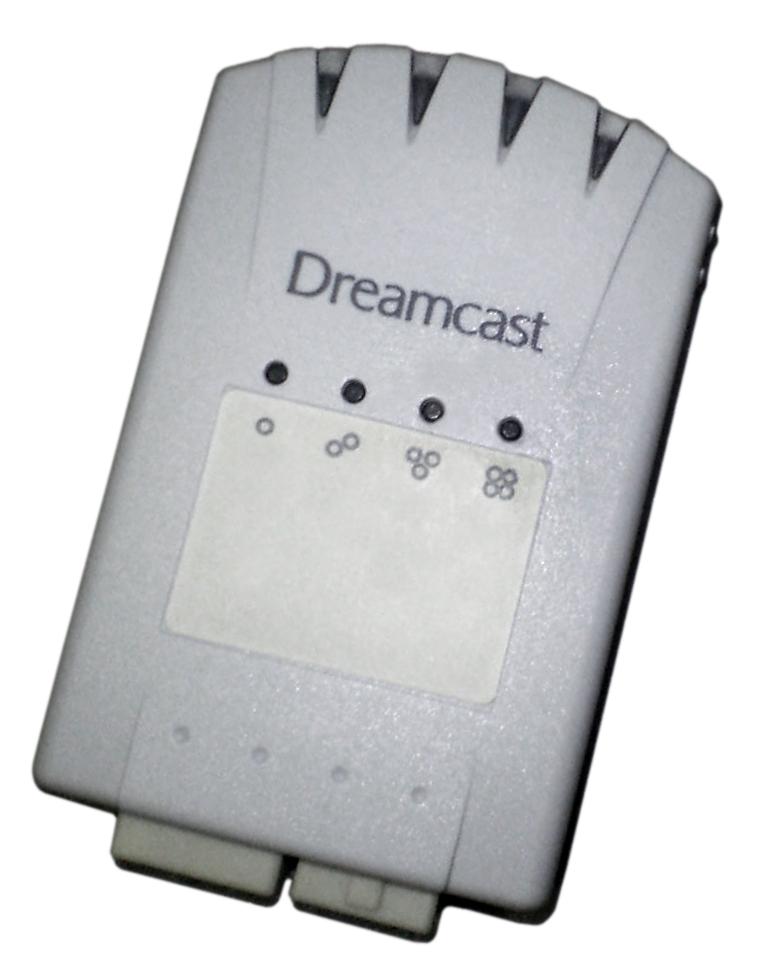
メモリーカード4X

搭載されているフラッシュメモリの容量に比して使用されていない予約エリアが大きく、ユーザファイル容量が少なくされていたことで保存容量に対する不満の声があった。そのため携帯ゲーム機としての機能を削除し、バンク切り替え方式によりビジュアルメモリの4倍の容量を持った純粋なセーブ用媒体である「メモリーカード4X」が2000年（平成12年）に発売されたが、すでに同等もしくはそれ以上の機能を持つサードパーティー製のメモリーカードが発売されており、またメモリーカード4Xのアーキテクチャはビジュアルメモリのそれと異なっているため、ソフトウエアによっては必ずしも同じ挙動をしないこともあった。その性質上、メモリーカード4Xはビジュアルメモリ同士の接続やミニゲームのダウンロード、液晶画面による情報表示には対応していない。
現在はメモリーカード4Xに非対応のソフトもコロンバスサークル『スーパーコンバーター』を使用することでビジュアルメモリ互換のセーブ機能を得られるようになった。